# Regine-Hildebrandt-Preis
Der Regine-Hildebrandt-Preis der deutschen Sozialdemokratie ist ein seit 2002 jährlich von der SPD vergebener Preis.
Der Preis wird am 26. November, dem Todestag von Regine Hildebrandt, in Berlin verliehen.
Der SPD-Parteivorstand ehrt mit dem Regine-Hildebrandt-Preis das Lebenswerk Hildebrandts. Er würdigt Personen oder gesellschaftliche Gruppen, die sich im Sinne Regine Hildebrandts für die innere Einheit Deutschlands in Ost- und Westdeutschland engagieren, gegen Rechtsextremismus und Gewalt wirken und für Frieden, Freiheit und soziale Gerechtigkeit eintreten. Vorschlagsberechtigt waren ursprünglich nur die ostdeutschen SPD-Landesverbände, inzwischen aber bei allen Landesverbänden und Bezirken der Partei. Das Vergabegremium setzt sich aus einer unabhängigen Jury, Personen aus dem persönlichen Umkreis von Regine Hildebrandt sowie Parteimitgliedern zusammen.

## Preisträger
- 2002: Fraueninitiative „Gleich und Berechtigt“, Lauchhammer (Brandenburg)
- 2003: Arbeitsgemeinschaft Spina bifida und Hydrocephalus, Potsdam (Brandenburg); Frauenzentrum „Regenbogen“, Döbeln (Sachsen)
- 2004: Netzwerk Sachsen gegen Rechtsextremismus, Gewalt und Fremdenfeindlichkeit, Dippoldiswalde (Sachsen); Strausberger Tafel des Arbeitslosenzentrums Strausberg (Brandenburg)
- 2005: „Rückenwind“ – Begegnungs- und Erlebniszentrum, Schönebeck (Sachsen-Anhalt); Berufliches Schulzentrum, Wurzen (Sachsen-Anhalt)
- 2006: Bürgerverein „Bei uns in Kiefernheide“, Neustrelitz (Mecklenburg-Vorpommern); Evangelische Jugendbildungsstätte „Villa Jühling“, Halle (Saale) (Sachsen-Anhalt); Integratives Kinder- und Jugendhaus, Ilmenau (Thüringen)
- 2007: Owen – Mobile Akademie für Geschlechterdemokratie und Friedensförderung (Berlin); Bürger-Courage, Dresden (Sachsen); Internationaler Jugendverein „Jugend für Dora“ (Thüringen)
- 2008: Bürgerinitiative „Freie Heide“ Zühlen (Brandenburg); Aktionsgemeinschaft „Freier Himmel“, Mirow (Mecklenburg-Vorpommern); Tschernobyl-Hilfe Stralsund e. V., Stralsund (Mecklenburg-Vorpommern)
- 2009: Rocktheater Dresden („Jiddische Musik- und Theaterwoche“), Dresden (Sachsen); Initiativgruppe gegen Gewalt und Rassismus „Mixed Pickels“, Velten (Brandenburg)
- 2010: Stadtteilmütter auf den Spuren der Geschichte – Aktion Sühnezeichen Friedensdienste e. V. (Berlin); Eltern helfen Eltern e. V., Bernau (Brandenburg)
- 2011: Modellprojekt „Ensemble Quillo“ der Kammerphilharmonie Uckermark e. V., Falkenhagen (Brandenburg); Verein „Rothener Hof“, Rothen (Mecklenburg-Vorpommern)
- 2012: „Wir - gemeinsam in Zwickau e. V.“, Zwickau (Sachsen); „Bündnis gegen Rechts im Kyffhäuserkreis“, Sondershausen (Thüringen); Andreas Dresen, Potsdam
- 2013: Alternatives Kultur- und Bildungszentrum „AKuBiZ“, Pirna (Sachsen); Patenprojekt „DU & ICH“ des Vereins „MIKO“ (Menschen in Kooperation), Strausberg (Brandenburg); Verein „Gemeinsam Wohnen in der Region Koblenz“, Koblenz (Rheinland-Pfalz)
- 2014: Bürgerinitiative Frauenbrücke Ost-West, Emsdetten (Nordrhein-Westfalen); Verein „Die Platte lebt“, Schwerin (Mecklenburg-Vorpommern)
- 2015: Verein „Berufliches und Soziales Lernen im Hunsrück“, Sohrschied (Rheinland-Pfalz); Verein „Begegnungszentrum Wittenberg-West“, Lutherstadt Wittenberg (Sachsen-Anhalt). – Ehrenpreis: Manfred Stolpe, Ministerpräsident a. D. des Landes Brandenburg und Bundesminister a. D.
- 2016: „Afghanische Frauen in München“, München (Bayern); „Arbeit und Dritte Welt“, Hildesheim (Niedersachsen); „Kids & Co“, Berlin und der Sozialwissenschaftler Stefan Sell
- 2017: „Sport- und Bildungsschule KAHRAMANLAR – Die Brühler Helden e.V. Brühl“, Brühl (Nordrhein-Westfalen)
- 2018: „Initiative Kultür“, Potsdam und „Schwabener Sonntagsbegegnungen“, Markt Schwaben
- 2019: „Bündnis für Demokratie und Weltoffenheit“, Themar und „ost-west-forum Gut Gödelitz“, Döbeln
- 2020: „Fulda stellt sich quer“, Fulda und „Miniaturstadt Bützow“, Bützow
- 2021: „Kulturfabrik Hoyerswerda“, Hoyerswerda und Omas gegen Rechts, Kandel
- 2022: „Radtour für obdachlose Menschen“, Berlin und Jamel rockt den Förster, Jamel
- 2023: "Dreist", Eberswalde  für sein Engagement gegen sexuellen Missbrauch und Gewalt gegen Kinder
- 2024: VfL Eintracht Hannover und „Endstation Rechts“[4]